# 性玩具

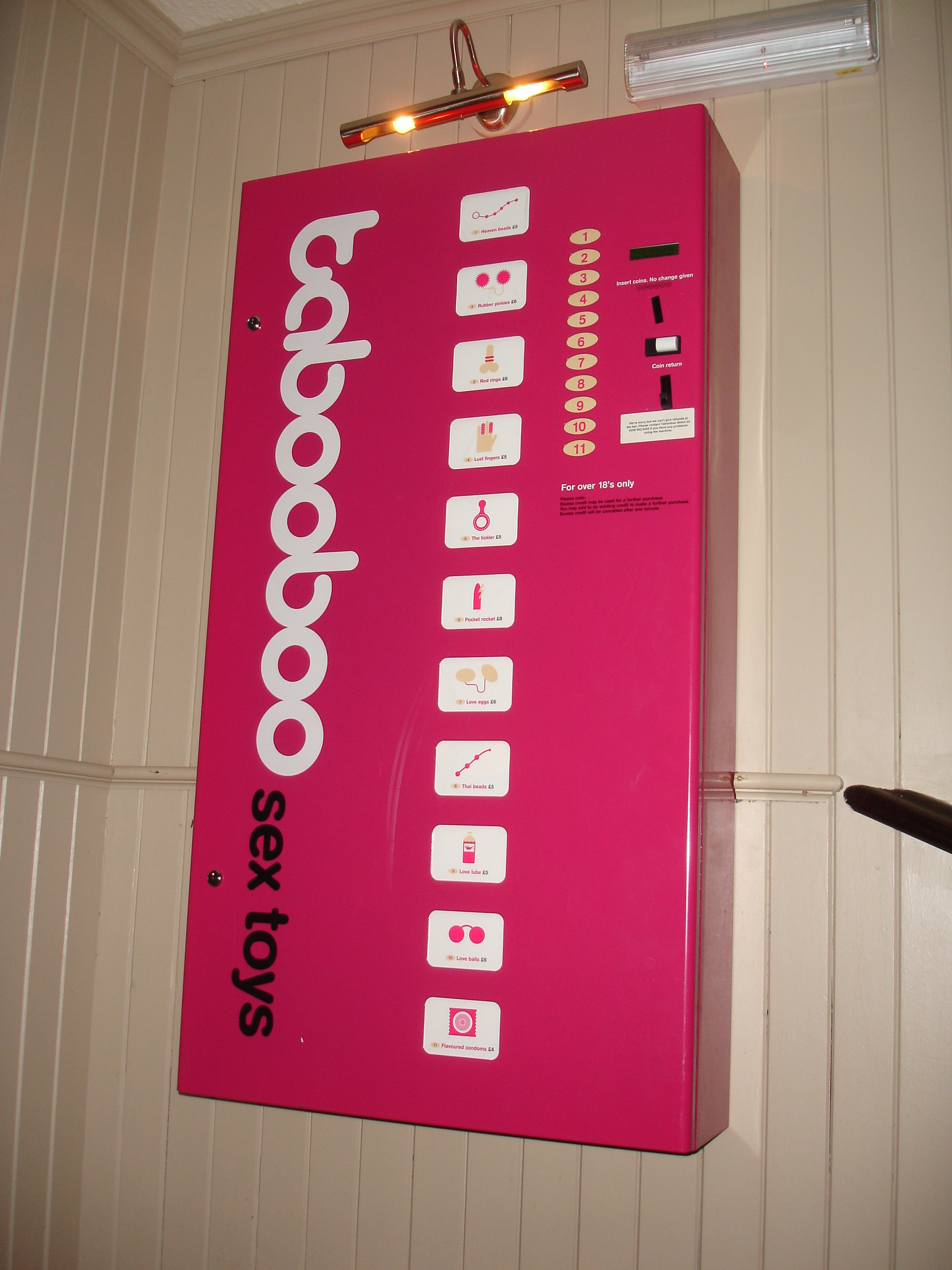
性玩具自動售賣機，位於英國

情趣用品、成人用品、成人玩具（sex toy），古稱淫器、淫具，指在性生活中使用的工具，用来刺激人类的性器官或者其他部位以获得性快感。情趣用品的種類包含：震動棒、飞机杯、充气娃娃、情趣内衣等，按照使用人群分类包含：男用器具、女用器具、调情挑逗玩具。

## 常見成人玩具列表
- 假陰莖
- 假陰道
- 雙頭假陰莖
- 跳蛋
- 按摩棒 (性玩具)
- 拉珠、肛門塞
- 充气娃娃
- 情趣内衣
- BDSM用具
- 性虐恋用具
- 飛機杯
- 假胸部

## 历史
第一批假阳具由石头、焦油、木材、骨头、象牙、石灰石、牙齿、和其他材料制成，这些材料可以塑造成阴茎，而且足够坚固，可以用作性玩具。科学家认为，在德国乌尔姆附近的霍勒费尔斯洞穴发现的3万年前上石器时代20厘米的淤泥石，可能被用作假阳具。 史前双头假阳具被发现，其日期在13000至19000年前。来自古埃及的多幅画约公元前3000年的特点是正在以各种方式使用假阳具。在中世纪，一种叫做"粤菜腹股沟"的植物被浸泡在热水中，以扩大和硬化，供女性用作假阳具。

## 市场发展
近年来，伴随社会经济的发展，互联网的普及，性玩具的使用人群越来越大。中国国内性玩具销量远远落后于西方国家，但根据中国研究公司iiMedia的数据，中国新兴的性玩具市场价值超过1000亿元人民币。中国是全球性玩具出口最多的国家，全球70%的性玩具都在中国大陆生产制造。在新冠疫情以来法国、意大利和美国需求订单增速很大。中国电子商务巨头AliExpress表示，2020年上半年，出口同比增长50%，增长迅速。

## 使用
一般成人玩具為矽膠製，屬於較柔軟的材質。正確的保養十分重要，否則可能導致矽膠劣化、剝落或龜裂。
- 開封前，請避免指甲、剪刀、包裝盒邊緣等尖銳物體靠近，可能會損毀成人玩具。
- 使用時，可以搭配潤滑劑使用，潤滑劑建議為水性，有些成人玩具遇到油性潤滑劑可能會溶解。
- 使用中，如果水性潤滑劑偏乾，必須適量加入清水使其濕潤，避免成人玩具內部或外部受損。
- 使用後，僅需用清水徹底沖洗乾淨，避免使用沐浴乳、肥皂、清潔劑......等進行清潔。清潔劑通常為鹼性，會破壞保護成人玩具表面的一層油質，導致矽膠劣化。
- 保存時，務必讓內部與表面乾透，建議灑上痱子粉後，存放於清潔、表面平整、能防止水份散失的容器中（推薦使用小塑膠袋），並儲存於陰涼處，避免陽光直射。

## 清洁
性玩具的清洁分为两部分：清洁和消毒。清洁只能清洁玩具表面的污渍，但为了杀死玩具上的细菌，消毒的步骤不容忽视。
- 第一步：取出电池并应用清洁解决方案。不管它是什么样的玩具，它必须在使用前后清洗。长时间不使用时，不要忘记取出电池。如果是可充电产品，请盖住防水插头。如果没有，请尽量避免充电端口进行清洁。
- 第二步：使用专业清洁液，用手擦振动棒，然后用水冲洗。
- 第三步：清洁凹槽：许多振动杆有线条和凹槽。必须仔细冲洗这些角落。不要用刷子清洁，否则会刮伤细腻的软塑料材料。
- 第四步：擦拭：使用干净的毛巾或使用非脱脂纸巾（如面部组织、厨房用纸）通过按压或空气干燥来干燥水。如果产品有线条或凹槽，在 90 度处用折叠的厨房毛巾轻轻擦拭这些凹槽，以避免在产品表面留下细菌。
- 第五步：性玩具上还有很多隐形细菌，前四步后，此时需要对产品进行消毒，最好使用专业的性玩具消毒喷雾剂。专业性玩具消毒剂不含酒精和硅胶，对玩具不刺激，且液体酸性弱，不会损害人体PH值，更健康安全